# Йоусеміті-Лейкс-Парк (Каліфорнія)
Йоусеміті-Лейкс-Парк (англ. Yosemite Lakes Park) — переписна місцевість (CDP) в США, в окрузі Мадера штату Каліфорнія. Населення — 4952 особи (2010).

## Географія
Йоусеміті-Лейкс-Парк розташоване за координатами 37°11′7″ пн. ш. 119°46′20″ зх. д. / 37.18528° пн. ш. 119.77222° зх. д. (37.185358, -119.772122).  За даними Бюро перепису населення США в 2010 році переписна місцевість мала площу 54,39 км², з яких 54,14 км² — суходіл та 0,25 км² — водойми.

## Демографія
Згідно з переписом 2010 року, у переписній місцевості мешкали 4952 особи в 1902 домогосподарствах у складі 1523 родин. Густота населення становила 91 особа/км².  Було 2156 помешкань (40/км²).
Расовий склад населення:
| - 89,0 % — білих - 1,8 % — корінних американців - 1,0 % — азіатів - 0,8 % — чорних або афроамериканців - 0,2 % — вихідців з тихоокеанських островів - 2,6 % — осіб інших рас |

До двох чи більше рас належало 4,5 %. Частка іспаномовних становила 10,4 % від усіх жителів.
За віковим діапазоном населення розподілялося таким чином: 22,5 % — особи молодші 18 років, 58,2 % — особи у віці 18—64 років, 19,3 % — особи у віці 65 років та старші. Медіана віку мешканця становила 47,2 року. На 100 осіб жіночої статі у переписній місцевості припадало 98,9 чоловіків;  на 100 жінок у віці від 18 років та старших — 99,7 чоловіків також старших 18 років.
Середній дохід на одне домашнє господарство  становив 76 591 долар США (медіана — 58 189), а середній дохід на одну сім'ю — 80 545 доларів (медіана — 65 208). За межею бідності перебувало 12,1 % осіб, у тому числі 15,5 % дітей у віці до 18 років та 9,7 % осіб у віці 65 років та старших.
Цивільне працевлаштоване населення становило 1692 особи. Основні галузі зайнятості: освіта, охорона здоров'я та соціальна допомога — 25,8 %, роздрібна торгівля — 14,4 %, науковці, спеціалісти, менеджери — 10,1 %, оптова торгівля — 9,9 %.